# 石北口遗址
石北口遗址，位于中国河北省邯郸市永年区临洺关镇北石北口村西南台地上。1993年7月15日，公布为河北省文物保护单位，类型为古遗址。2006年，列入第六批全国重点文物保护单位。石北口遗址的历史年代为新石器时代。